# Матченко Іван Павлович
Іван Павлович Матченко (1850 — 15 травня 1919, Київ) — педагог України, громадський діяч.

## Загальні відомості
Іван Матченко народився на Полтавщині, закінчив Полтавську семінарію, Київську духовну академію, потім склав у Київському університеті іспит на право викладати. Після успішного складання іспиту був відряджений до Глухівського інституту вчителів. Загалом викладацькій роботі (у Глухові, потім — у Полтавському Олександрівському училищі, з 1886 року — у Київському реальному училищі) Матченко присвятив 35 років життя. Він викладав географію та історію, водночас написав чимало рецензій на підручники з географії та методик викладання географії у школі. У Києві він познайомився з Петром Армашевським та взяв активну участь у проекті створення вищих навчальних закладів для жінок. Спочатку він викладав у міністерській жіночій гімназії, з 1902 року був запрошений до Комітету реформ середньої школи.

## Громадська та історична діяльність
Іван Матченко тримався монархічних поглядів, и після революції 1905—1907 років року вступив у Київський клуб російських націоналістів, крім того брав участь у роботі Київського просвітницького релігійно-православного товариства. Він також цікавився історією, написав по зібраним ним матеріалів кілька робот краєзнавчого характеру, які він або видавав окремими виданнями, або друкував у часописах «Київська старовина», «Полтавские епархиальные известия» тощо.

## Арешт та смерть
У 1919 році до київської ЧК попав список з іменами та адресами членів клубу російських націоналістів, за якими багато з них було заарештовано. Серед них був і Іван Матченко. Хоча на той час він був стариком, який практично відійшов від громадської діяльності, його, після символічного суду визнали «контрреволюціонером» і присудили до страти. Іван Павлович Матченко, незважаючи на благання його жінки, був розстріляний 15 травня 1919 року.